# 221. Infanterie-Division (Wehrmacht)
Die 221. Infanterie-Division (ID) und spätere 221. Sicherungs-Division war ein militärischer Großverband der Wehrmacht.

## Geschichte
Einsatzgebiete
Polen: September 1939 bis Mai 1940
Deutschland: Mai 1940 bis März 1941 (Oberrhein, Elsaß, Lothringen)

### Aufstellung
Die 221. Infanterie-Division wurde als Division der 3. Welle im Wehrkreis VIII durch den Landwehr-Kommandeur Breslau am 26. August 1939 im Rahmen der geheimen Mobilmachung aufgestellt.
Hierbei wurden gebildet:
- Infanterie-Regiment 350 (durch Ausbildungs-Leiter Glatz 2)
- Infanterie-Regiment 360 (durch Ausbildungs-Leiter Ohlau)
- Infanterie-Regiment 375 (durch Ausbildungs-Leiter Breslau I)
- Artillerie-Regiment 221
- Pionier-Bataillon 221
- Panzerabwehr-Abteilung 221
- Aufklärungs-Abteilung 221
- Nachrichten-Abteilung 221
- Divisionstruppen Nr. 221

### Polenfeldzug
Sie diente kurz danach als Divisionsreserve der 10. Armee und 8. Armee der Heeresgruppe Süd in Polen. Während des Überfalls auf Polens gelangte die 221. ID über Kalisch bis zur Bzura, wo im September 1939 die entscheidende Schlacht an der Bzura über die Niederlage der polnischen Armee entschied.

### Besatzungstruppe Polen
Nach Ende der Kampfhandlungen, wurde die 221. ID für Sicherungs- und Besatzungsaufgaben im besetzten Polen verwendet. Dabei unterstand sie als Verband der deutschen Sicherungstruppen beim  XXXII. (32.) Armee-Korps dem Befehlshaber des Grenzabschnitt Mitte. Im Dezember 1939 erfolgte eine Umgliederung, indem die 4., 8. und 12. Kompanie jedes Infanterie-Regiments in Maschinengewehr-Kompanien umgewandelt wurden.
Für die Aufstellung der 197. Infanterie-Division wurden Stab und 1. Kompanie / Panzerabwehr-Abteilung schon am 23. Dezember 1939 abgegeben und die 3. Kompanie ging als 1. Kompanie / Pz.Abw.Abt. 222 zur 181. Infanterie-Division. Es folgten in den kommenden Monaten noch viele Abgaben, wie die Aufstellung des unabhängigen Pionier-Bataillon 656 am 22. Januar 1940 durch die 15. Kompanien, der Regimenter 350 und 375 und die 2. Kompanie / Pionier-Bataillon 221. Am 1. April 1940 verließen die II., III. und IV. Abteilung / Artillerie-Regiment 221 zusammen mit dem Stab den Verband und wurden zu II., III. und IV. Abteilung / Artillerie-Regiment 223, wobei die IV. Abteilung erst zum 1. Mai überstellt werden konnte, da diese bereits seit 1. März bei der 253. Infanterie-Division detachiert war. Ersetzt wurde diese  Abgabe ab dem 22. April mit einem Stab vom Artillerie-Regiment 403, der II. Abteilung des Artillerie-Regiment 209 und der IV. Abteilung des Artillerie-Regiment 403. Erst im am 2. Oktober 1940 wurde eine neue III. Abteilung durch Zuführung der vorherigen I. Abteilung / Artillerie-Regiment 231 eingegliedert.

### Frankreichfeldzug
Die Division wurde in die OKH-Reserve berufen und Ende April 1940 für den Fall Gelb an den Oberrhein verlegt.
Im Juni 1940 überschritt sie in der Reserve der 7. Armee bei der Heeresgruppe C bei Marckolsheim den Rhein und besetzte das elsässische Colmar.

### Beurlaubung
Vom Juli 1940 bis März 1941 war die Division beurlaubt.

### Auflösung und Verwendung zur Aufstellung von Sicherungs-Divisionen
Im März 1941 erfolgte eine Wiedereinberufung und Aufteilung auf die Sicherungs-Divisionen 221, 444 und 454.

## 221. Sicherungs-Division
Einsatzgebiete
Deutschland: März bis Juni 1941
Ostfront, Zentralabschnitt: Juni 1941 bis Juli 1944

### Aufstellung
Die 221. Sicherungs-Division wurde am 15. März 1941 in Breslau im Wehrkreis VIII zu etwa einem Drittel aus Teilen der vorherigen 221. Infanterie-Division aufgestellt. Die Neuaufstellung als Sicherungs-Division dauert von März bis Mai 1941.
Die ersten Truppenteile waren:
- verstärktes Infanterie-Regiment 350 (1942 bei der 2. Pz.Armee / 1944 bei der 3.Pz.Armee)
- I. Abteilung / Artillerie-Regiment 221 (3. Batterien)
- Wach-Bataillon 701[4]
- Versorgungstruppen 221 mit Divisions-Nachschubführer 350
- Stab Landesschützen-Regiment 45

zugeführt wurden später weiterhin:
- Sicherungs-Regiment 45 (gebildet mit den Sicherungs-Bataillonen 302, 352 und 230 sowie dem Stab des Landesschützen-Regiment 45) am 15. Oktober 1942

- Nachrichten-Abteilung 824 (aus Feld-Nachrichtenkommandantur 38) am 1. Dezember 1942
- I. Bataillon / Polizei-Regiment 8 (aus Polizei-Bataillon 91)
- Reiter-Hundertschaft 221 (Winter 1942/43)

Durch die zeitweise Abgabe des Infanterie-Regiment 350 mit geringer Personalstärke versehen, wurden in den Jahren 1942 bis 1944 immer wieder weitere Verbände unterstellt, um die jeweils angewiesenen Einsätze im Hinterland der Front durchführen zu können.
Diese waren nach Jahren sortiert:
- August 1942: Landesschützen-Regiment 27 mit den Sicherungs-Bataillonen 325, 706 und 862
- August 1942: Landesschützen-Regiment 44 mit den Sicherungs-Bataillonen 573 und 701
- Februar 1943: Grenadier-Regiment 930
- Februar 1943: Sicherungs-Regiment 36
- Februar 1943: Sicherungs-Regiment 183
- Februar 1943: Ost-Bataillon 604
- Februar 1944: Landesschützen-Regiment 75 mit den Sicherungs-Bataillonen 939, 598 und dem litauischen Bataillon Nr. 5
- Februar 1944: Landesschützen-Regiment 34 mit den Sicherungs-Bataillonen 546, 468 und Festungs-Bataillon 659
- Februar 1944: Landesschützen-Bataillon 446
- Februar 1944: Landesschützen-Bataillon 791

### Unternehmen Barbarossa
Die Division wurde im Juni 1941 dem VII. Armee-Korps der 4. Armee bei der Heeresgruppe Mitte für den Angriffskrieg gegen die Sowjetunion zugeteilt und wurde im Raum Bialystok zum Einsatz gebracht. Hierbei folgte der Verband eng der Frontlinie des Zentralabschnitts. Im Juli 1941 wurde der Verband in die Reserve der 4. Armee überstellt und verblieb im Raum Bialystock.
Der Division wurde das Polizei-Bataillon 309 der Ordnungspolizei als ergänzender Verband zu Beginn des Angriffskrieges zugeteilt.
Sicherungsaufgaben im Rückwärtigen Heeresgebiet 1941
Von August bis Dezember 1941 verblieb die Division im Rückwärtigen Heeresgebiet Russland-Mitte der Heeresgruppe Mitte im Einsatz ohne einem Korps zugeteilt zu sein im Raum Bobruisk und Brjansk.

#### Raum Orel
Durch den Rückzug der Wehrmacht nach dem gescheiterten Vorstoß auf Moskau kam sie im Januar 1942 mit dem LV. (55.) Armee-Korps bei der 2. Armee  bei der Heeresgruppe Mitte im Raum Orel zum Fronteinsatz. Mit dem gleichen Korps erfolgte von Februar bis März 1942 die Unterstellung unter die Heeresgruppe Süd im gleichen Einsatzraum.
Sicherungsaufgaben im Rückwärtigen Heeresgebiet 1942
Nachdem es an der Front etwas ruhiger geworden war, wurde die 221. Sicherungs-Division aus dem LV. (55.) Armee-Korps entlassen und wieder direkt der Heeresgruppe unterstellt. Im Weiteren hatte sie bis zum 19. März 1942 alle ihre Einheiten aus der Front herauszulösen und ins sogenannte „Rückwärtige Heeresgebiet Russland-Mitte“ zu verlegen. Dort sollte sie, nach einer üblichen Auffrischung, in einer Quelle auch wohl als Art „Generalüberholung“ bezeichnet, an mehreren Großunternehmen teilnehmen; den Unternehmen „München“ (19. März – 28. März 1942) sowie „Hannover I und II“ (24. Mai – 30. Mai, bzw. 3. Juni-11./16. Juni 1942).

#### Säuberungen im rückwärtigen Heeresgebiet April bis Juni 1942
Beim schnellen Vorstoß deutscher Truppen in der zweiten Jahreshälfte 1941, war häufig sowjetische Kräfte in schwer zugängliche Räume beiderseits der Stoßachsen der deutschen Divisionen ausgewichen und hatten sich hinter den deutschen Frontlinien neu organisiert. Deutscherseits wurden oft alle gegnerischen Kräfte hinter der offiziellen Frontlinie als Partisanen und irreguläre Kämpfer betrachtet. In einem Raum östlich von Smolensk, der die Gegend um die Städte Jelnja, Drogobusch und Jarzewo umfasste hatte der sowjetische Generalleutnant Below ein Operationsgebiet für etwa 20.000 sowjetische Kämpfer geschaffen. Diese Kampfgruppe des Generalleutnants Below aus – regulären wie irregulären Kämpfern – bildete aus deutscher Sicht das größte Partisanenzentrum im Rücken der deutschen Front und war sogar über einige Flugplätze mit der sowjetischen Seite verbunden. Welche Probleme diese Truppen der Wehrmacht bereiteten ist daran erkenntlich, dass es drei große militärische Unternehmen benötigte, („Säuberungsunternehmen“) brauchte, um dessen Basis zu zerstören, so wird daran deutlich, wie groß und gut versorgt diese Truppen im Frühjahr 1942 mittlerweile geworden waren.

##### Unternehmen München
Beim Unternehmen München gelang es im März 1942 lediglich, die deutsche Garnison von Jelnja zu befreien, die seit Januar 1942 von den Partisanen eingeschlossen und abgeriegelt war.

##### Unternehmen Hannover I und II
Erst mit den beiden folgenden Unternehmen Hannover I und II, für die das Ende der Schlammperiode Rasputiza das Signal gab, konnten die Deutschen Belows Kampfgruppe zerschlagen. Dazu war ein erhebliches Aufgebot nötig, insgesamt zwischen 40.000 und 45.000 Mann: das XXXXI. Panzer- und das XXXXIII. Armee-Korps mit jeweils drei Frontdivisionen, verschiedene Besatzungseinheiten, darunter die russische Freiwilligen-Brigade „Graukopf“, und eben die 221. Sicherungs-Division.
Die 221. Sicherungs-Division stand am südlichen Rand des gebildeten Kessels und sollte den Ausbruch der Truppen des Generals Below in südlicher und südwestlicher Richtung [...] verhindern. Genau hier, an einer der schwächsten Stellen des deutschen Rings, brach Below jedoch mit verbliebenen 2.000 Kämpfern durch. Die 221. Sicherungs-DIvision verfügte nicht über die Kampfkraft einer Frontdivision, die erforderlich gewesen wäre einen koordinierten und verzweifelten Angriff größerer Truppenteile aufzuhalten.
Am Ende hatten die Deutschen etwa 5.000 Gegner getötet, weitere 11.000 gefangen genommen, selbst aber „nur“ 468 Tote und ca. 200 Vermisste verloren, allerdings kam es gerade bei der 221. Sicherungs-Division zu größeren personellen Verlusten. Obwohl der Befehlshaber des Rückwärtigen Heeresgebiets dieses Gebiet nun für „bereinigt“ hielt, war der örtliche Widerstand durch Partisanenverbände jedoch nicht beendet.

##### Unternehmen Maikäfer
Sofort im Anschluss ab dem 12. Mai 1943 wurde der Verband bei einer Reihe kleinerer Säuberungsoperationen im Raum Slavkovichi im Oblast Pshkow eingesetzt, die man zusammenfassend Unternehmen Maikäfer nannte. Hierbei waren estnische, litauische, armenische Freiwilligenverbände und Kossaken-Truppen beteiligt. Die deutschen Truppenteile waren in die Gruppe Hofmann und Gruppe Spemann aufgeteilt.

#### Unterstellung beim XXXV. AK
Im Juli 1942 wird die Division wieder einem Korps zugeteilt. Im Raum Gomel untersteht der Verband vorübergehend dem XXXV. (35.) Armee-Korps der 2. Parnzer-Armee. 
Die Division verbleibt im Anschluss von August 1942 bis September im rückwärtigen Heeresgebiet ohne Zuteilung zu einem Korps, erst weiter im Raum Gomel und später ab Januar 1943 ohne das Grenadier Regiment 350, dass in dieser Zeit beim LIII. (53.) Armee-Korps der 2. Panzer-Armee eingesetzt ist, an der Desna.

#### Unterstellung beim XXXXVI. AK
Im Oktober 1943 wird der Verband dem XXXXVI. (46.) Armee-Korps bei der 2. Armee im Raum Gomel unterstellt. 

#### Wehrmachtsbefehlshaber Ostland 1943
Im November 1943 wird der Verband in den Verwaltungsbereich des Wehrmachts-Befehlshaber Ostland nach Minsk geschickt.

#### Wehrmachts-Befehlshaber Weißruthenien
Die nächste Verlegung für die Division im Januar 1944 in den Bereich des Wehrmachts-Befehlshabers Weißruthenien nach Wilna. 

#### Wehrmachts-Befehlshaber Ostland 1944
Von dort kehrt der Verband im Juni 1944 zur Verfügung der Heeresgruppe Mitte zurück nach Minsk.

### Vernichtung
Im Juli 1944 musste sie nach schweren Verlusten während der Operation Bagration bei Minsk am 28. Juli 1944 aufgelöst werden.

### Verwendung von Divisionsteilen
Die Reste der Infanterie-Regiments 350 wurden als III. Bataillon dem Sicherungs-Regiment 75 zugeführt. Überreste des Sicherungs-Regiment 34 und 45 wurden im I. Bataillon / Sicherungs-Regiment 45 zusammengefasst. Die Divisionsartillerie, die I. Abteilung / Artillerie-Regiment 221, wurde die neue Artillerie-Abteilung 391.

## Kriegsverbrechen der 221. Sicherungs-Division
Ihrem Sicherungsauftrag entsprechend war die 221. Sicherungs-Division an Besatzungsverbrechen der Wehrmacht in der Sowjetunion beteiligt. Zwar ist nicht bekannt, wie viele Soldaten und Zivilisten diese Einheit während ihrer Besatzungsherrschaft tötete, aufgrund ihrer erhalten gebliebenen Meldungen und Einsatzberichte weiß man aber, dass sie den Kommissarbefehl ebenso befolgte, wie sie weibliche Angehörige der Roten Armee als „Flintenweiber“ erschoss.

### Säuberungen/Bandenbekämpfung (Partisanenjagd)
Ihre größte Brutalität offenbarte sie allerdings im Rahmen der Bekämpfung echter und vermeintlicher Partisanen. Allein zwischen dem 22. Juni, dem Beginn des Angriffs auf die Sowjetunion, und dem 3. Juli 1941 wurden von 4.004 Gefangenen, die von der Division registriert wurden, sieben als Kommissare und 323 weitere als Freischärler erschossen. Diese „Raten“ wurden auch in der Folgezeit im Wesentlichen beibehalten, wie die Quellen zeigen, aus denen hervorgeht, dass die Division beispielsweise von Mitte September bis Mitte November 1941 weitere 1.847 Partisanen erschoss. Überdies wurden im selben Zeitraum noch insgesamt 12.237 weitere Partisanen, Partisanenhelfer und [P]artisanenverdächtig[e] festgenommen.

### Durchgangslager
Zumindest eine Mitverantwortung trug die 221. Sicherungs-Division auch für das Massensterben sowjetischer Kriegsgefangener in den ihr unterstellten Durchgangslagern (abgek. Dulag), in denen die in Gefangenschaft geratenen Rotarmisten zunächst untergebracht wurden. Eines der größten dieser Lager war das Dulag 131 im weißrussischen Babrujsk, das der 221. Sicherungs-Division mit einigen Unterbrechungen vom Kriegsbeginn bis Anfang März 1942 unterstand. Durch dieses Lager waren bis November 1941 rund 158.000 Rotarmisten durchgeschleust worden, 14.777 von ihnen waren allerdings bis zum 20. November 1941 an den Folgen der schlechten Unterbringung, vor allem aber der mangelhaften Ernährung gestorben.

### Holocaust
Schlussendlich war die 221. Sicherungs-Division auch an der Vernichtung der Juden beteiligt, wie ihre schriftlichen Berichte belegen, in denen immer wieder die Exekution von Juden vermerkt wird. Die größten Exzesse wurden in diesem Zusammenhang aber nicht von den Einheiten der Division selbst, sondern von den ihr unterstellten Polizei-Bataillonen verübt.

#### Bialystok Massaker
Eines der furchtbarsten Massaker fand gleich in den ersten Kriegstagen in der polnischen Stadt Białystok statt. Soldaten des Polizei-Bataillons 309, in dem Heinrich Schneider als Zugführer diente, töteten hier am 27. Juni 1941 zwischen 2.000 und 2.200 Menschen, darunter mindestens 700 jüdische Männer, die in der Synagoge der Stadt lebendig verbrannt wurden. Dem daraus folgenden Großbrand fielen nicht nur weite Teile der Innenstadt zum Opfer, sondern auch zahlreiche Einwohner der Stadt.

## Verluste der 221. Sicherungs-Division
Für die 221. Sicherungs-Division sind bei einer Sollstärke von 10.267 Soldaten während des Einsatzes von Juni 1941 bis Dezember 1943 9.474 Soldaten als Verluste dokumentiert bzw. errechnet. Wobei für die Monate Oktober 1942 und September, Oktober, November und Dezember 1943 keine Daten vorliegen und diese Lücke durch errechnete Durchschnittswerte geschlossen wurde. Unter den Verlusten sind 1.595 Soldaten welche gefallen und 723 Soldaten welche vermisst sind. Dazu kommen 7.157 Verwundete. Die Verluste verteilen sich bei dieser Division relativ gleichmäßig über die Monate. Nur im Januar 1942 verzeichnete die Division beim Einsatz an der Front im Winter ungewöhnlich viele Verwundete auf Grund der Kälte. Von den 1.289 Ausfällen im Januar 1942 waren 1.224 Soldaten verwundet. Für den Zeitraum Januar 1944 bis Juli 1944 liegen keine Unterlagen zu den Verlusten außer Vermisstenmeldungen vor.

## Orden für Angehörige der 221. Sicherungs-Division
Angehörige der 221. Sicherungs-Division erhielten für eine Division an der Ostfront relativ wenige Orden. Sieben Divisionsangehörige erhielten ein Deutsches Kreuz in Gold. 2.770 Soldaten erhielten ein Eisernes Kreuz II. Klasse und 184 ein Eisernes Kreuz der I. Klasse. Dazu kamen 498 Wiederholungsspangen beider Klassen des Eisernen Kreuzes. 4.615 Männer wurden mit dem Kriegsverdienstkreuz (1939) mit Schwertern ausgezeichnet. Während bei Frontverbänden die Anzahl der verliehenen Eisernen Kreuze größer war als die der Kriegsverdienstkreuze, ist bei dieser Division das Verhältnis umgekehrt.

## Kommandeure und Stab
| Dienstzeit                        | Dienstgrad                   | Name             |
| --------------------------------- | ---------------------------- | ---------------- |
| 26. August 1939 bis 15. März 1941 | Generalmajor/Generalleutnant | Johann Pflugbeil |

| Dienstzeit                      | Dienstgrad                   | Name                  |
| ------------------------------- | ---------------------------- | --------------------- |
| 15. März 1941 bis 5. Juli 1942  | Generalleutnant              | Johann Pflugbeil      |
| 5. Juli 1942 bis 1. August 1943 | Generalmajor/Generalleutnant | Hubert Lendle         |
| 1. August bis 5. September 1943 | Generalmajor                 | Karl Böttger          |
| 5. September 1943 bis März 1944 | Generalleutnant              | Hubert Lendle         |
| März bis April 1944             | Generalleutnant              | Bogislav von Schwerin |
| April bis zur Auflösung         | Generalleutnant              | Hubert Lendle         |

| Dienstzeit                      | Dienstgrad     | Name                     |
| ------------------------------- | -------------- | ------------------------ |
| 1. April bis 4. November 1941   | Hauptmann      | Karl Hübner              |
| Februar bis Juni 1942           | Major          | Richard Benke            |
| Juli 1942 bis September 1943    | Oberstleutnant | Helmuth Kreidel          |
| 10. Dezember 1943 bis unbekannt | Major          | Fürst zu Castell-Castell |